# Parathormon
Hormonul paratiroidian, PTH, sau parathormonul, secretat de glandele paratiroide, este cel mai important factor umoral de reglare a metabolismului fosfo-calcic. Principalul efect biologic al parathormonului este reprezentat de creșterea concentrației serice a calciului, concomitent cu scăderea 
concentrației ionului fosfat. Mecanismul prin care PTH regleaza concentrația celor 2 specii ionice este prin influențarea resorbției și secreției la nivelul tubului digestiv, a oaselor și renal.
Este un polipeptid, alcătuit din 84 resturi de aminoacizi. Are o masă moleculară de aproximativ 9400 Da. Timpul de înjumătățire al acestuia este de 4 minute.

## Funcții

### Metabolismul calciului
- La nivelul oaselor: PTH se leagă de osteoblaste (prin receptori specializați), ceea ce duce la inactivarea temporară a acestora și la eliberarea unor mediatori, ale căror rol este de a forma noi osteoclaste. Osteoclastele inițiază procesul de resorbție osoasă, ceea ce presupune degradarea matricei osoase și eliberarea de calciu ionic și fosfat anorganic în mediul extracelular. PTH-ul de asemenea scade pH-ul mediului, prin stimularea fosfatazei acide și a producției de acid lactic.
- La nivelul tubului digestiv (intestin): Crește absorbția de Ca2+ în intestin prin creșterea nivelului vitaminei D activate (hidroxilate în poziția 1 și 25). Aceasta stimulează producția de calbindină, o proteină specializată în fixarea și absorbția calciului.
- La nivel renal: PTH stimulează la nivelul tubilor renali hidroxilarea în poziția 1-alfa a 25-hidroxi-vitamina D, convertind-o astfel la forma activă. De asemenea, crește reabsorbția activă a calciului și magneziului la nivelul tubului distal, micșorând concomitent reabsorbția ionului fosfat la nivelul tubilor proximali, ceea ce duce la creșterea raportului concentrațiilor Ca2+/PO43- la nivel sangvin. PTH de asemenea inhibă absorbția ionului bicarbonat la nivelul tubului proximal, prevenind apariția alcalozei metabolice.

## Reglarea secreției de PTH
Sinteza și eliberarea PTH sunt dependente de concentrația ionilor de Ca din plasmă prin feedback negativ (hipocalcemia stimulează PTH, în timp ce hipercalcemia are un efect contrar). Receptorii sensibili la calciu situați pe celulele glandei paratiroide sunt activați atunci când calciul ionic seric este scăzut. Receptorii de calciu cuplați cu proteina G pot percepe nivelul de calciu extracelular și pot fi găsiți pe suprafața celulelor pe multe țesuturi din corp: creier, inimă, piele,stomac, celulele C, precum și alte țesuturi. În glanda paratiroidă, concentrația mare a calciului extracelular rezultă în activarea cascadei proteinei G prin intermediul fosfolipazei C. Aceasta hidrolizează PIP2 pentru a elibera IP3 intracelular și diacilglicerol (DAG). Acești doi mesageri măresc concentrația calciului intracelular, din rezervele intracelulare și printr-un flux de calciu extracelular. Efectul acestei semnalizări, prin care rezultă creșterea calciului intracelular datorită unei concentrații crescute de calciu extracelular, inhibă secreția de PTH. În paratiroide, magneziul are rol în cuplarea stimul-secreție. Hipomagnezemia poate duce la o scădere accentuată a secreției de PTH și poate duce la hipoparatiroidism reversibil.